# Liste der Monuments historiques in Sivry-Courtry
Die Liste der Monuments historiques in Sivry-Courtry führt die Monuments historiques in der französischen Gemeinde Sivry-Courtry auf.

## Liste der Bauwerke
| Bezeichnung     | Beschreibung | Standort | Kennzeichnung | Schutzstatus | Datum | Bild           |
| --------------- | ------------ | -------- | ------------- | ------------ | ----- | -------------- |
| Schloss Courtry |              | (Lage)   | PA00087287    | Inscrit      | 1946  | weitere Bilder |

## Liste der Objekte
Zum Verständnis siehe: Kirchenausstattung
- Monuments historiques (Objekte) in Sivry-Courtry in der Base Palissy des französischen Kultusministeriums